# NGC 1125
NGC 1125 (również PGC 10851) – galaktyka spiralna z poprzeczką (SB0-a), znajdująca się w gwiazdozbiorze Erydanu. Odkrył ją William Herschel 6 października 1785 roku. Jest galaktyką Seyferta typu 2.
Tuż obok niej na niebie widoczna jest galaktyka MCG-03-08-034 (PGC 10845), jednak charakteryzuje się ona znacznie wyższym przesunięciem ku czerwieni (z=0,0310), co oznacza, że znajduje się dużo dalej i nie jest fizycznie związana z NGC 1125.